# 人民联盟 (马来西亚)
人民联盟，简称民联（缩写），是马来西亚一个已解體的政党联盟，曾被支持者视为唯一一个能够与国民阵线抗衡的政治力量。国民阵线是自马来西亚独立以来就在马来西亚执政的政府联盟。2013年5月，民联在国会下议院222席中贏得89席，並在馬來西亞十三州中的吉兰丹、槟城及雪兰莪州执政，其中吉兰丹由伊斯蘭黨執政。
由於伊斯蘭刑法爭議，成員三黨之一的伊斯蘭黨於2015年6月15日決定與民主行動黨斷交。6月16日，民主行動黨秘書長林冠英宣佈民聯不復存在。17日，公正党承认民联瓦解，并推动个别与行动党及伊党结盟合作的“双联盟”模式。

## 成立
人民联盟的原型出自于替代阵线（Barisan Alternatif）。在1998年，当时的副首相安华被革职后成立公正党，接着公正党与民主行动党，伊斯兰党组成替代阵线与国民阵线抗衡。在1999年大选，替代阵线无法到达打破国民阵线2/3议席绝对优势的目标，而行动党也取得有史以来最差的选举成绩。接着由于在伊斯兰教為国教及的课题与伊斯兰党不和，行动党退出替代阵线。接着，替代阵线在2004年大选受挫，于是反对党在随后搁置分歧，转以中间取态的方式合作，而国阵阿都拉政府则被指未兑现2004年竞选时的施政与改革的承诺，使得反风大起。
在2008年大选，各反对党达成协议，在各选区以一对一的方式与国民阵线竞选。结果意外打破打破国阵过去在国会长期拥有超过三分之二议席的垄断局面。之后，人民公正党、民主行动党及泛马回教党在2008年4月1日正式宣布组成联合阵线，定名为“人民联盟”。当时人民联盟共取得五个州属（吉打、槟城、霹雳、吉兰丹及雪兰莪）的执政权，三党在国会共有82位议员，足以和国阵分庭抗礼。人民联盟的成立让两线制在马来西亚看见雏形。
2010年4月18日，砂拉越国民党退出国阵，加入民联。但是，就在2011年砂拉越州选前，国民党因为在议席分配上与人民公正党无法达成共识，最终退出民联。
在2013年大选，民联成功保住雪兰莪、槟城以及吉兰丹政权，但却失去了吉打州政权；霹雳州普選票勝出，但只差两席才可過半執政，即民联28席，国阵31席。而全国的国会议席得到89席（总数222），比上一届多了7席，为民联獲最多席次的一次。

### 中英文命名
起初，人民联盟只有马来文名称（Pakatan Rakyat），没有正式的中英文名称，不旷几日，三党在记者会上公布正式的中英文命名，“人民联盟”一名才尘埃落定。三党弃之前所采用的非正式称号“人民阵线（人阵）”不用，取“人民联盟”，别有其一番用意。人民联盟要彰显它与国阵的区别，所以弃用类似“阵线”一词的人阵。人民联盟号称三党平起平坐，有别于国阵的一党独大模式。

## 政策[來源請求]
民联的政策基本框架：
- 透明民主

1. 宪政国家与法治
2. 权力分立
3. 自由、干净、公平的选举制度

- 推动高绩效、可持续和公平的经济

1. 高技术经济
2. 美国的经济管理权力下放和授权
3. 基于需求的肯定政策
4. 劳动
5. 社会保障网络
6. 住房
7. 基础设施和公共设施
8. 环境

- 社会公正与人的发展

1. 团结与社会正义
2. 宗教
3. 教育类
4. 妇女和家庭机构
5. 青年
6. 安全
7. 健康
8. 文化

- 联邦与州的关系和外交政策

1. 联邦系统
2. 沙巴和砂拉越州
3. 外交政策

民联进一步政策通过“橙皮书”的推出,勾勒出政策与民。

## 领导人[來源請求]
选举领袖
| 号码. | 姓名     | 就职          | 离职          |
| ----- | -------- | ------------- | ------------- |
| 1     | 旺阿兹莎 | 2008年4月1日  | 2008年8月28日 |
| 2     | 安华     | 2008年8月28日 | 2015年6月16日 |

反对党领袖
| 号码. | 姓名     | 就职          | 离职          |
| ----- | -------- | ------------- | ------------- |
| 1     | 旺阿兹莎 | 2008年3月8日  | 2008年8月28日 |
| 2     | 安华     | 2008年8月28日 | 2015年3月18日 |
| 3     | 旺阿兹莎 | 2015年3月18日 | 2015年7月16日 |

## 成员党[來源請求]
- -  公正党（简称：公正党） 
  -  民主行动党（简称：行动党）
  -  伊斯兰党（简称：伊斯兰党）
  -  砂拉越国民党（简称：砂州国民党）

## 选举代表
- 马来西亚第12届国会议员列表
- 马来西亚第12届州议员列表
- 马来西亚第13届国会议员列表
- 马来西亚第13届州议员列表